# 尚加拉區
16°50′13″S 33°18′36″E / 16.837°S 33.310°E

尚加拉區（葡萄牙語：Changara），是莫桑比克的行政區，位於該國西北部，由太特省負責管轄，首府設於盧埃尼亞，面積8,660平方公里，2007年人口156,738，人口密度每平方公里18人。